# Minsk (počítač)
Minsk (rusky Минск) je řada sálových počítačů (anglicky mainframe), které se vyráběly postupně v několika modelech v bývalém Sovětském svazu (konkrétně v Běloruské SSR) mezi roky 1959 až 1975. Ve skutečnosti jde o dvě hlavní řady počítačů, které se výrazně lišily jak konstrukcí, tak součástkovou základnou.

## Přehled modelů
Celkem včetně variant se vyrábělo deset různých modelů. Modely řady 1 (Minsk 1 a specializované varianty Minsk 11 až Minsk 16) používaly ještě elektronky a měly délku slova 31 bitů. Modely řady 2 a vyšší používaly polovodičové součástky a měly délku slova 37 bitů. Druhá generace se rozděluje ještě na dvě podskupiny: Minsk 2 (včetně variant Minsk 22 a Minsk 22M) a druhou podskupinu tvořily Minsk 23 a Minsk 32.
Nejpokročilejším modelem byl Minsk 32, vyvinutý v roce 1968 a vyráběný do roku 1975. Bylo ho vyrobeno celkem 2889 kusů, což je mnohem více než všech ostatních modelů dohromady (více viz Tabulka 1). Podporoval tehdy nejrozšířenější programovací jazyky COBOL (pro ekonomické a obchodní aplikace), Fortran a ALGAMS (v Sovětském svazu vytvořená verze jazyka ALGOL) pro vědecko-technické výpočty.
Tato a dřívější verze počítačů Minsk používaly rovněž jazyk nazývaný AKI (rusky АКИ: АвтоКод ИНЖЕНЕР – „AvtoKod Inženýr“). Ten se nacházel někde mezi nižšími a vyššími programovacími jazyky, jakými v té době byly zejména výše uvedené ALGOL, Fortran nebo COBOL.
| Model počítače                              | Délka slova | Roky výroby | Vyrobeno      |
| ------------------------------------------- | ----------- | ----------- | ------------- |
| Minsk 1 Minsk 11 Minsk 12 Minsk 14 Minsk 16 | 31 bitů     | 1960—1964   | 220 11 5 36 1 |
| Minsk 2 Minsk 22 + 22М                      | 37 bitů     | 1963—1964   | 118 734       |
| Minsk 23                                    | 37 bitů     | 1966—4      | 28            |
| Minsk 32                                    | 37 bitů     | 1968—1975   | 2889          |

## Historie
Jak napovídá název, tyto počítače byly vyvinuty a vyráběny v hlavním městě Běloruské sovětské socialistické republiky Minsku v letech 1959 až 1975. Hlavní část výroby byla soustředěna v Ordžonikidzeho továrně (Minskyj zavod EVM), část výroby byla také v dalších běloruských městech Homel (Gomel) a Brest.
NIIEVM (Научно-исследовательский институт электронных вычислительных машин: Vědecko-výzkumný ústav elektronických výpočetních strojů) a Ordžonikidzeho továrna byly založeny současně (koncem 50. let) a úzce spolupracovaly na vývoji a výrobě počítačů. Počítače Minsk tak byly (na sovětské poměry) zavedeny do výroby v poměrně krátkém čase.
Celkem bylo vyrobeno více než 4000 počítačů řady Minsk, což byla většina (asi 70 procent) výpočetní techniky v tehdejším Sovětském svazu (druhými nejrozšířenějšími byly počítače Ural). V roce 1970 byla vývojářům a výrobcům počítačů řady „Minsk“ udělena Státní cena SSSR.
Počítače řady Minsk 1 byly vytvořeny a využívány převážně pro řešení různých vědecko-technických výpočtů, s kterými již byla řada zkušeností. Pro počítače řady Minsk 2 se již předpokládalo širší nasazení v podnicích pro různé ekonomické a obchodní úlohy (tzv. zpracování hromadných dat). Testy s úlohami ekonomického charakteru ale odhalily neefektivnost použití počítačů Mínsk pro tyto účely.
Nevyhovovala především první verze vstupně-výstupních zařízení, ale ukázala se též nedostatečná kapacita operační paměti pro tyto úlohy. To vedlo k úpravám jak samotného počítače, tak především jeho periferií. Počítač Minsk 23 byl prvním strojem této řady počítačů, který byl navržen speciálně pro zpracování ekonomických informací. Další vylepšení potom představoval model Minsk 32, který měl řadu dalších vylepšení, kterými se odlišoval od předchozích modelů řady.

### Hlavní vývojář
Hlavním vývojářem jazyka AKI a později také hlavním vývojářem systémového software pro model Minsk 32 byl Mark Nemenman (rusky Марк Ефимович Неменман, bělorusky Марк Яўхімавіч Неменман), který se narodil 6. listopadu 1936 a zemřel 20. září 2022. Za svůj přínos pro oblast systémového programování a vývoj a výzkum programovacích jazyků obdržel v roce 1970 Leninovu komsomolskou cenu.

### Počítače Minsk versus JSEP
Vývoj a výroba počítačů v socialistických zemích proti USA výrazně zaostávala a různé počítače vyvinuté i v rámci SSSR (např. Minsk versus Ural) nebo v dalších zemích byly navzájem nekompatibilní. Od roku 1968 do roku 1969 proto probíhala celá řada jednání v rámci RVHP za účelem vytvoření koncepce pro výzkum, vývoj, výrobu a vzájemné dodávky výpočetní techniky mezi socialistickými zeměmi.
Počítače Minsk byly mezi uživateli oblíbené, programátoři i technici je znali a rovněž se dobře hodily pro (zaostalou) sovětskou technickou základnou. V jedné fázi jednání se proto zvažovalo použít Minsk 222 (modernizovaný prototyp, vycházející z nejpopulárnějšího modelu Minsk 22) a Minsk 32 jako základ pro budoucí jednotnou řadu vzájemně kompatibilních mainframů.
Nakonec ale vyhrál návrh v podstatě okopírovat IBM System/360. Tato řada počítačů vyráběná firmou IBM od roku 1965 byla jako první navržena tak, aby jednotlivé modely (od nejmenších až po největší) byla vzájemně kompatibilní. Za důležitější než využít stávající hardware se považovala možnost prostě zkopírovat veškerý software, který pro tuto celosvětově daleko nejrozšířenější modelovou řadu sálových počítačů existoval.
Vznikl tak tzv. JSEP: Jednotný systém elektronických počítačů, v jehož rámci si jednotlivé socialistické země rozdělily výrobu jednotlivých modelů počítačů a periferií. Modely počítačů JSEP poté byly označovány např. (tzv. první řada) EC 1010, EC 1021: výroba v Československu, EC 1030, EC 1040, EC 1050, přičemž zkratka „EC“ vznikla z azbuky a znamená právě „jednotný systém“.

## Fotogalerie

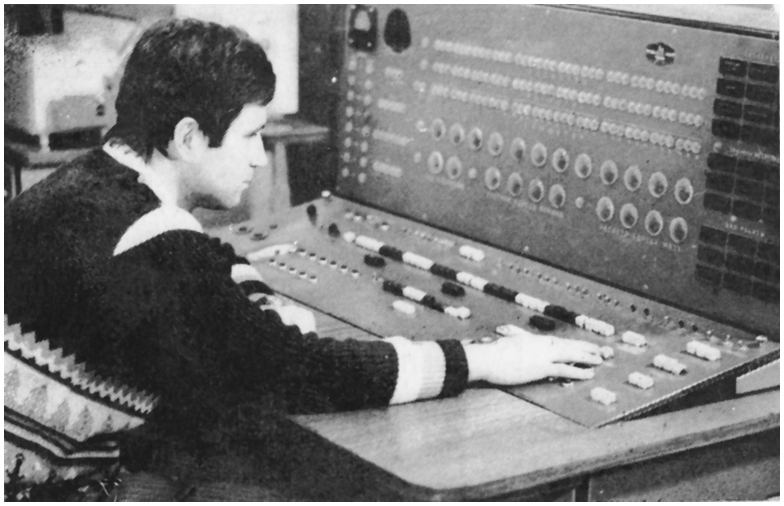
Minsk 22 v Ústavu pro výzkum motorových vozidel, rok 1977
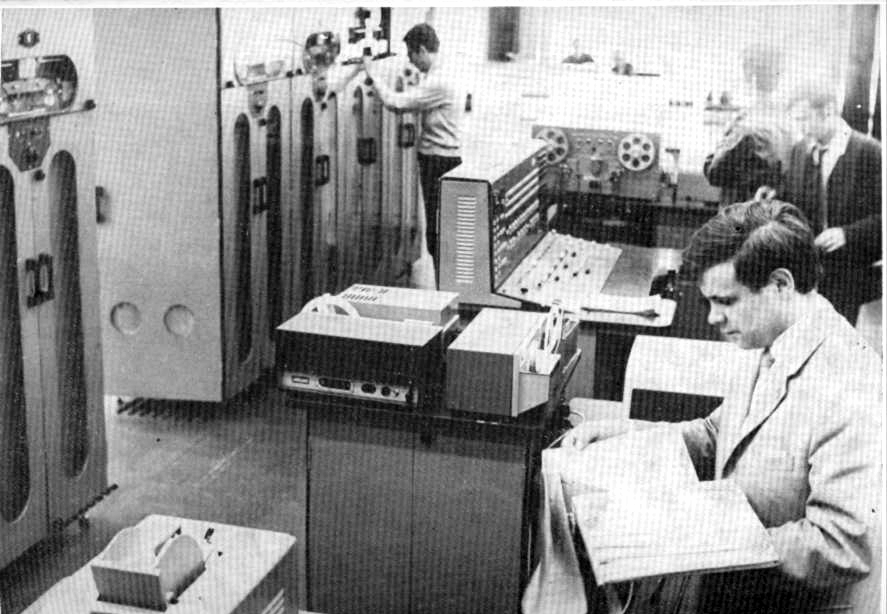
Minsk 22 v Polsku, rok 1971
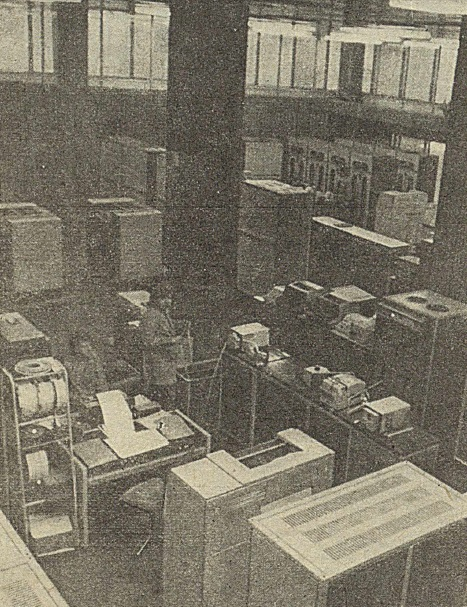
Minsk 22 a Minsk 32 v Katovicích, rok 1975

### Souvisejí články
- Sálový počítač
- Feritová paměť
- Ural (počítač)